# 合骨咄禄毘伽可汗
合骨咄禄毘伽可汗（こうこつとつろくびがかがん、拼音：Hégŭduōlùpígā Kĕhàn、? - 789年）は、回鶻可汗国の第4代可汗。氏は薬羅葛（ヤグラカル）氏、名は不明。牟羽可汗の従兄。初めは頓莫賀達干（トン・バガ・タルカン）という称号をおびて宰相の地位にあったが、牟羽可汗を殺して自ら即位して合骨咄禄毘伽可汗（アルプ・クトゥルグ・ビルゲ・カガン）と称した。その後、唐から武義成功可汗の称号と汨咄禄長寿天親毘伽可汗の称号を賜った。

## 生涯
牟羽可汗（ブグ・カガン）のもとで宰相の地位に就く。
大暦14年（779年）、唐において代宗が崩御し、徳宗が即位した。徳宗は中官の梁文秀を回紇へ赴かせ、両国の関係を修復させようとした。しかし、牟羽可汗は礼をなさないばかりか、九姓胡（ソグド人）の大臣を重用し、その勧めで唐の喪中に乗じて唐へ侵攻しようとした。その時、宰相の頓莫賀達干（トン・バガ・タルカン）は牟羽可汗を諫めたものの、聞き入れてもらえなかったので、牟羽可汗とその近親者および九姓胡（ソグド人）ら2千人を殺害し、自ら立って合骨咄禄毘伽可汗（アルプ・クトゥルグ・ビルゲ・カガン）と号し、梁文秀の帰国に合わせ、酋長の建達干（けんタルカン）を唐へ入朝させた。
建中元年（780年）、徳宗は詔で頓莫賀を冊立し、武義成功可汗の称号を賜うべく、京兆少尹の源休に節を持たせて回紇可汗国に向かわせた。しかしこの時、唐で回紇酋長の突董・翳蜜施・大梅録・小梅録らが九姓胡（ソグド人）にそそのかされた振武軍使の張光晟によって殺されるという事件が起きた。徳宗は張光晟をすぐさま罷免したが、すでにこのことが可汗のところにも伝えられており、両国に緊張が走った。建中2年（781年）、源休は詔と4人の遺体を回紇にもたらしたが、大相の頡于迦斯（イル・オゲシ）にその罪を咎められ、50日間拘束された。武義成功可汗は源休を許して釈放すると、散支将軍の康赤心らを源休に随わせて唐に入朝させた。
貞元3年（787年）8月、武義成功可汗は首領の墨啜達干および多覧葛の将軍の合闕達干（アルプ・キョル・タルカン）らを唐へ遣わして方物を貢納させ、和親を請うついでに求婚をさせた。徳宗はこれを許可し、咸安公主を嫁がせることにした。
貞元4年（788年）10月、武義成功可汗は宰相の阿跌（エディズ）都督ら1000人とその妹の骨咄禄毘伽公主など60数人および馬2000匹を送って咸安公主を迎えに行かせた。しかし、阿跌都督が室韋族の襲撃に遭って死んだので、骨咄禄毘伽公主ら700人のみが唐へ入朝することとなった。この時、武義成功可汗は上書して「昔は兄弟の関係であったが、今は婿か子の関係にある」と述べると、回紇の名を回鶻に改めることを請願した。徳宗は骨咄禄毘伽公主をもてなした後、滕王李湛然と右僕射の関播に骨咄禄毘伽公主と咸安公主を護送させ、冊書で武義成功可汗を汨咄禄長寿天親毘伽可汗に拝し、咸安公主を智恵端正長寿孝順可敦に拝した。
貞元5年（789年）12月、汨咄禄長寿天親毘伽可汗が薨去し、子の多邏斯（タラス）が立って忠貞可汗となった。

## 妻子
可敦（カトゥン：皇后）
- 咸安公主

子
- 多邏斯（忠貞可汗）

## 参考資料
- 『旧唐書』（本紀第十二 徳宗上、本紀第十三 徳宗下、列伝第一百四十五 迴紇）
- 『新唐書』（列伝第一百四十二上 回鶻上）
- 森安孝夫『興亡の世界史05 シルクロードと唐帝国』（講談社、2007年、ISBN 9784062807050）